# Muifuiva
Muifuiva ist eine winzige Insel im Archipel Haʻapai, die zum Königreich Tonga gehört.

## Geografie
Die Insel liegt im Zentrum von ʻOtu Muʻomuʻa zusammen mit den großen Inseln Nomuka und Nomuka iki.

## Klima
Das Klima ist tropisch heiß, wird jedoch von ständig wehenden Winden gemäßigt. Ebenso wie die anderen Inseln der Haʻapai-Gruppe wird Muifuiva gelegentlich von Zyklonen heimgesucht.